# Emmanuel Ochoa
Emmanuel "Emi" Ochoa (Salinas, California, Estados Unidos, 5 de mayo de 2005) es un futbolista estadounidense-mexicano que se desempeña como portero y su equipo actual es C.F. Cruz Azul de la Primera División de México. Nacido en los Estados Unidos, es internacional juvenil con México.

## Trayectoria
Ochoa comenzó su carrera en el equipo local El Camino antes de unirse a los Santa Cruz Breakers. En 2019, se unió a la academia de los San Jose Earthquakes y fue promovido al primer equipo antes de la temporada 2020.
Ochoa apareció en los titulares deportivos nacionales en noviembre de 2019 cuando, con solo 14 años y 191 días, firmó como jugador de formación local para los San Jose Earthquakes, convirtiéndose en el jugador de formación local más joven en la historia de la Major League Soccer. También es el segundo jugador más joven en registrarse para un equipo de la MLS, después de Freddy Adu. En el momento de su firma, era considerado el mejor portero de su grupo de edad en el país.

## Estadísticas
Actualizado al último partido jugado el 27 de octubre de 2024.
| Club                                | Div.          | Temporada     | Liga  | Liga  | Copas nacionales(1) | Copas nacionales(1) | Torneos internacionales(2) | Torneos internacionales(2) | Total | Total |
| Club                                | Div.          | Temporada     | Part. | Goles | Part.               | Goles               | Part.                      | Goles                      | Part. | Goles |
| ----------------------------------- | ------------- | ------------- | ----- | ----- | ------------------- | ------------------- | -------------------------- | -------------------------- | ----- | ----- |
| San Jose Earthquakes Estados Unidos | 1.ª           | 2024          | 0     | 0     | 1                   | 0                   | ―                          | ―                          | 1     | 0     |
| San Jose Earthquakes Estados Unidos | Total club    | Total club    | 0     | 0     | 1                   | 0                   | 0                          | 0                          | 1     | 0     |
| The Town FC Estados Unidos          | 2.ª           | 2022          | 15    | 0     | ―                   | ―                   | ―                          | ―                          | 15    | 0     |
| The Town FC Estados Unidos          | 2.ª           | 2023          | 20    | 0     | ―                   | ―                   | ―                          | ―                          | 20    | 0     |
| The Town FC Estados Unidos          | 2.ª           | 2024          | 13    | 0     | ―                   | ―                   | ―                          | ―                          | 13    | 0     |
| The Town FC Estados Unidos          | Total club    | Total club    | 48    | 0     | 0                   | 0                   | 0                          | 0                          | 48    | 0     |
| Cruz Azul México                    | 1.ª           | 2025-26       | 0     | 0     | 0                   | 0                   | 0                          | 0                          | 0     | 0     |
| Cruz Azul México                    | Total club    | Total club    | 0     | 0     | 0                   | 0                   | 0                          | 0                          | 0     | 0     |
| Total carrera                       | Total carrera | Total carrera | 48    | 0     | 1                   | 0                   | 0                          | 0                          | 49    | 0     |

## Selección nacional
Nacido en los Estados Unidos, Ochoa es de ascendencia mexicana. Ha representado a los Estados Unidos en las categorías sub-14 y sub-15. También es elegible para representar a México.
El 9 de marzo de 2020, Ochoa recibió su primera convocatoria con la selección sub-16 de México. Jugó un partido amistoso contra el equipo juvenil del Puebla el 12 de marzo de 2020.
En agosto de 2021, Ochoa fue convocado a la selección de fútbol sub-18 de México y debutó en una derrota 2-1 contra la selección sub-17 de Irlanda.

## Palmarés

### Campeonatos internacionales
| Título                           | Club      | Sede             | Año  |
| -------------------------------- | --------- | ---------------- | ---- |
| Liga de Campeones de la CONCACAF | Cruz Azul | Ciudad de México | 2025 |